# Pro Liga de Uzbekistán 2023
La Pro Liga de Uzbekistán 2023 es la edición 32 de la Pro Liga de Uzbekistán, la segunda liga más importante de Uzbekistán.

## Sistema de competición
Los 11 equipos participantes se enfrentarán todos contra todos a dos rondas. Tras haberse disputado las 22 fechas, el equipo ubicado en primer lugar será proclamado campeón y, junto con el segundo lugar, ascenderá a la Super Liga de Uzbekistán 2024; el equipo ubicado en el tercer lugar jugará una serie por el ascenso contra el equipo número 12 de la Super Liga de Uzbekistán 2023. Los equipos en las posiciones 10 y 11 descenderán a la Segunda Liga de Uzbekistán 2024.

## Equipos participantes
| Equipo             | Entrenador           | Ciudad     | Estadio             | Capacidad |
| ------------------ | -------------------- | ---------- | ------------------- | --------- |
| Andijon SGS        | Shohrux Eshonov      | Andijon    | Uzbekistán          | 8 000     |
| Aral               | Nematullo Quttiboyev | Nukus      | Turon               | 9 300     |
| Dinamo Samarcanda  | Vadim Abramov        | Samarcanda | Dinamo              | 13 800    |
| G'ijduvon          | Vali Keldiyev        | Gijduvon   | Central de Gijduvon | 5 000     |
| Lokomotiv Tashkent | Denis Korostichenko  | Taskent    | Lokomotiv           | 8 500     |
| Mash'al Mubarek    | Dilyaver Vaniyev     | Muborak    | Bahron Vafoyev      | 10 000    |
| Navbahor B         | Rashid Gäfurov       | Namangan   | Central Navbahor    | 21 913    |
| Kokand 1912        | Davron Fayziev       | Kokand     | Central de Kokand   | 10 500    |
| Shurtan Guzar      | Aleksey Yevstafeyev  | G'uzor     | G'uzor              | 7 000     |
| Unired             | Alisher Latipov      | Samarcanda | Dinamo              | 13 800    |
| Xorazm             | Ruslán Axmedov       | Urgench    | Xorazm              | 13 500    |

## Clasificación
| Pos. | Equipo             | Pts. | PJ | G  | E | P  | GF | GC | Dif. | Clasificación 2024-25    |
| ---- | ------------------ | ---- | -- | -- | - | -- | -- | -- | ---- | ------------------------ |
| 1    | Lokomotiv Tashkent | 48   | 20 | 15 | 3 | 2  | 40 | 11 | +29  | Campeón - Superliga 2024 |
| 2    | Dinamo Samarcanda  | 41   | 20 | 11 | 8 | 1  | 35 | 11 | +24  | Superliga 2024           |
| 3    | Kokand 1912        | 40   | 20 | 11 | 7 | 2  | 43 | 22 | +21  | Partido de Promoción     |
| 4    | Mash'al Mubarek    | 34   | 20 | 10 | 4 | 6  | 26 | 20 | +6   |                          |
| 5    | Shurtan Guzar      | 26   | 20 | 7  | 5 | 8  | 29 | 25 | +4   |                          |
| 6    | Aral               | 26   | 20 | 6  | 8 | 6  | 18 | 15 | +3   |                          |
| 7    | Xorazm             | 22   | 20 | 5  | 7 | 8  | 16 | 19 | −3   |                          |
| 8    | Unired             | 18   | 20 | 4  | 6 | 10 | 24 | 33 | −9   |                          |
| 9    | Navbahor B         | 18   | 20 | 5  | 3 | 12 | 21 | 32 | −11  | Repesca de permanencia   |
| 10   | G'ijduvon          | 16   | 20 | 4  | 4 | 12 | 20 | 52 | −32  | Segunda Liga 2024        |
| 11   | Andijon SGS        | 12   | 20 | 3  | 3 | 14 | 22 | 54 | −32  | Segunda Liga 2024        |

Actualizado a los partidos jugados el 16 de abril de 2023.
 Fuente: PFL

## Resultados
| Local \ Visitante  | AND   | ARA | DIN | GIJ | KOK | LOK | MAS   | NAV | SHU | UNI | XOR |
| ------------------ | ----- | --- | --- | --- | --- | --- | ----- | --- | --- | --- | --- |
| Andijon SGS        |       |     |     |     | 1–4 | 0–4 |       |     |     |     | 2–1 |
| Aral               | 3–2   |     |     |     |     |     |       |     |     |     | 1–1 |
| Dinamo Samarcanda  | 17/jn |     |     |     |     |     |       |     |     | 1–0 |     |
| G'ijduvon          | 3–1   |     |     |     |     |     |       |     | 1–2 | 2–2 |     |
| Kokand 1912        |       |     |     |     |     |     | 1–0   | 2–2 |     |     |     |
| Lokomotiv Tashkent |       | 1–0 | 0–0 |     |     |     |       |     |     |     |     |
| Mash'al Mubarek    |       |     | 1–3 | 3–1 |     |     |       |     |     |     |     |
| Navbahor B         |       | 0–0 | 0–3 | 4–0 |     |     |       |     |     |     |     |
| Shurtan Guzar      |       |     |     |     | 3–3 |     | 24/ab |     |     |     |     |
| Unired             |       |     |     |     | 0–2 |     |       |     | 2–1 |     | 1–0 |
| Xorazm             |       |     |     |     |     | 1–2 |       | 1–0 |     |     |     |

## Estadísticas

### Goleadores
| Pos | Jugador              | Equipo             | Goles |
| --- | -------------------- | ------------------ | ----- |
| 1   | Joel Kojo            | Dinamo Samarcanda  | 5     |
| 2   | Šime Žužul           | Lokomotiv Tashkent | 2     |
| 3   | San'at Shixov        | Kokand 1912        | 2     |
| 4   | Abubakir Mo'ydinov   | Andijon SGS        | 2     |
| 5   | Komil Sharofutdinov  | Dinamo Samarcanda  | 1     |
| 6   | Elguja Grigalashvili | Dinamo Samarcanda  | 1     |
| 7   | Asadbek Jo'raqulov   | Aral               | 1     |
| 8   | Ruslan Qalmag'anbetv | Aral               | 1     |
| 9   | Salamat Qutiboyev    | Aral               | 1     |
| 10  | Rustam Soirov        | Lokomotiv Tashkent | 1     |